# 磯部省吾
磯部 省吾（いそべ しょうご、1956年 - ）は、日本の音楽家、クラシック音楽の指揮者。

## 経歴
大阪府出身。1979年、愛知教育大学を卒業。翌年に同研究科を修了。その後、桐朋学園大学指揮専攻へ進む。在学中にも、オペラ・バレエ作品の副指揮を務め、1985年、東京バレエ団「くるみ割り人形」で全幕デビュー。
現在は、札幌交響楽団、山形交響楽団、群馬交響楽団、東京シティ・フィルハーモニック管弦楽団、神奈川フィルハーモニー管弦楽団、関西フィルハーモニー管弦楽団、広島交響楽団、九州交響楽団などで客演を行う。
バレエ音楽に関し、数々のバレエ団体の公演を指揮しており、高い評価を得ている。
東京ミュージック&メディアアーツ尚美講師、日本指揮者協会会員。